# Station Sułów Milicki
Station Sułów Milicki is een spoorwegstation in de Poolse plaats Sułów.